# Видиборська колонія
Видиборська колонія (хутір Єврейський Видибор, Єврейський Видибір, рос. Колония Выдыборская, пол. Wydyborska) — колишня колонія у Горбулівській і Потіївській волостях Радомисльського повіту Київської губернії та Видиборській сільській раді Потіївського району Малинської, Коростенської і Волинської округ.

## Населення
За довідником 1885 року в селі мешкало 113 осіб.
Наприкінці 19 століття в колонії проживало 140 осіб, з них 65 чоловіків та 75 жінок, дворів — 13, або 153 мешканці, дворів — 13, у 1924 році — 85 осіб (з перевагою населення єврейської національности), дворів — 20.

## Історія
За довідником 1885 року — колонія євреїв-хліборобів у Горбулівській волості Радомисльського повіту Київської губернії, біля с. Видибор. Були молитвений дім, 2 шкірзаводи.
Наприкінці 19 століття — єврейська колонія (казенна) Потіївської волості Радомисльського повіту Київської губернії, біля села Видибор. Відстань до повітового центру, м. Радомисль, де розміщувалася також найближча поштово-телеграфна станція — 25 верст, до найближчої залізничної станції Житомир — 35 верст, поштової земської станції в Облітках — 18 верст. Основним заняттям мешканців було хліборобство. У колонії числилося 24 десятини землі. Господарювали євреї-колоністи, господарство вели за трипільною системою. Були синагога, гуральня, вітряк, маслобійня, 3 шкірзаводи. Пожежний обоз складався з 1 бочки та 2 багрів.
У 1923 році увійшла до складу новоствореної Видиборської сільської ради, яка, 7 березня 1923 року, включена до складу новоутвореного Потіївського району Малинської округи.
Знята з обліку населених пунктів до 1 жовтня 1941 року.